# Пемзашен
Пемзаше́н (арм. Պեմզաշեն) — село в Армении, в Ширакской области, в Ширакской котловине. Население — 3322 человека.

## Этимология
Прежнее название села — Магмудджук.
2 марта 1940 года село Магмудджук Артикского района Армянской ССР было переименовано в Пемзашен.
Скорее всего название Пемзашен происходит от названия камня «пемза», которая добывается на этом месте и арм. շեն — «строение»

## История
По данным «Сборника сведений о Кавказе» за 1880 год в селе Махмудчуг (Махмуд-чух) Александропольского уезда было 123 двора и проживало 1019 жителей, в основном армянской национальности ("народности") и григорианского вероисповедания, среди которых 565 - мужского пола и 454 - женского. Также в селе были расположены развалины деревни Кармир-кенд.
21 августа 1958 года Пемзашен получил статус посёлка городского типа.
В советское время в Пемзашене имелись: швейная фабрика, завод строительных материалов и фабрика запчастей для гидроэлектростанций. После распада СССР большинство жителей города остались без работы, и многие мужчины в поисках заработка переехали в Россию. За прошедшие 15 лет более чем 300 семей покинули город.

## Экономика
В Пемзашене ведётся добыча и обработка строительного камня (туфа, пемзы), производство облицовочных плит. Молочно-животноводческий совхоз.
В Пемзашене имеется проблема с водой для полива зерновых культур и садов, что пагубно сказывается на развитии земледелия. В настоящее время планы по орошению земли в Пемзашене на стадии реализации.

## Достопримечательности
В центре города есть церковь Аствацацин VII века. В окрестностях Пемзашена также имеется несколько церквей: на дороге Пемзашен—Артик — церковь Аракелоц (XI век); на дороге Пемзашен—Лернакерт — церковь Макараванк (XI—XIII вв.); ниже в ущелье — маленькая церковь, построенная в XVIII веке.

## Известные уроженцы
- Ароян, Артавазд Самсонович - профессиональный боксёр, чемпион мира по международной версии WBC ASIA.

## Галерея

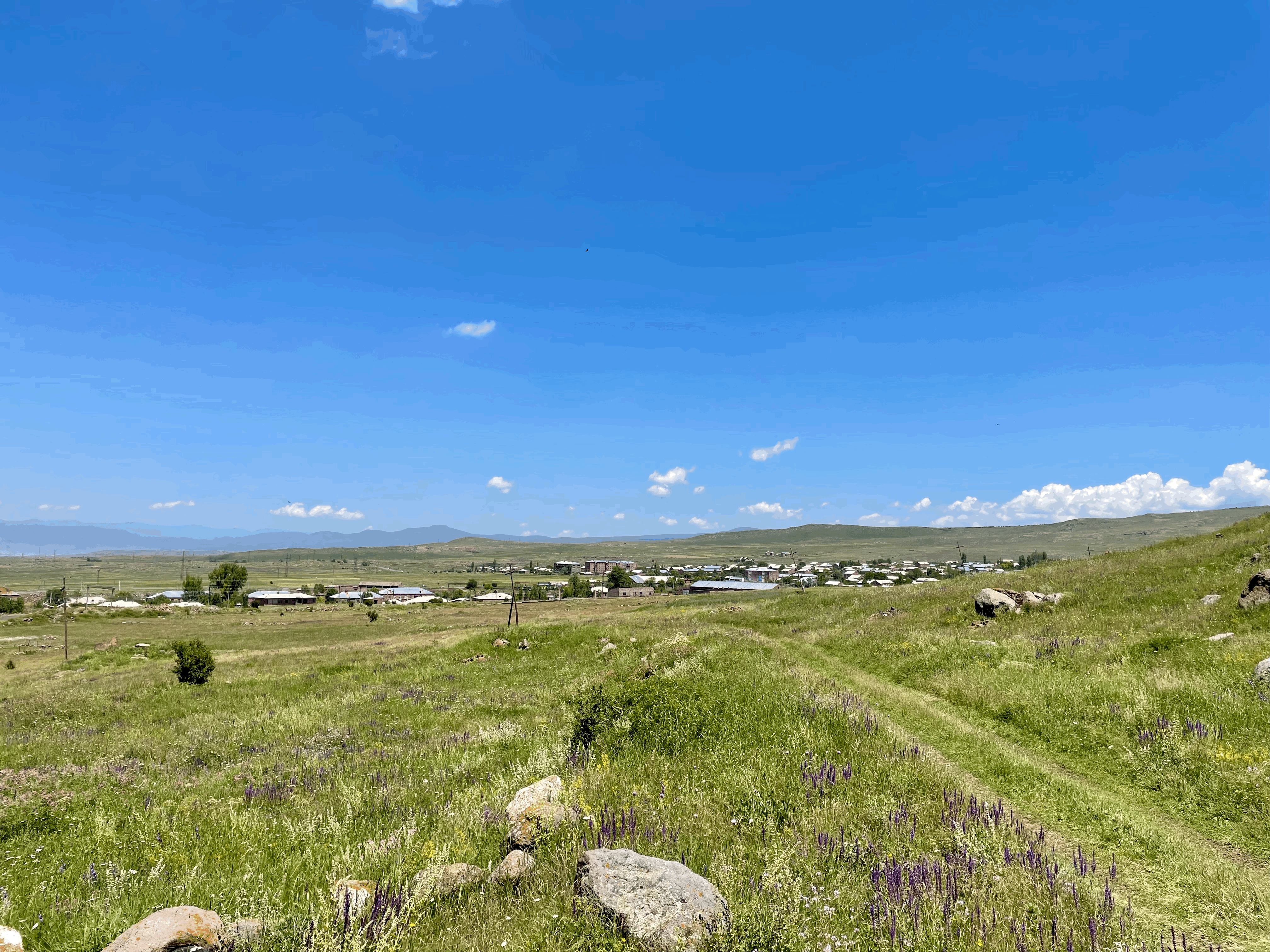
Вид на село
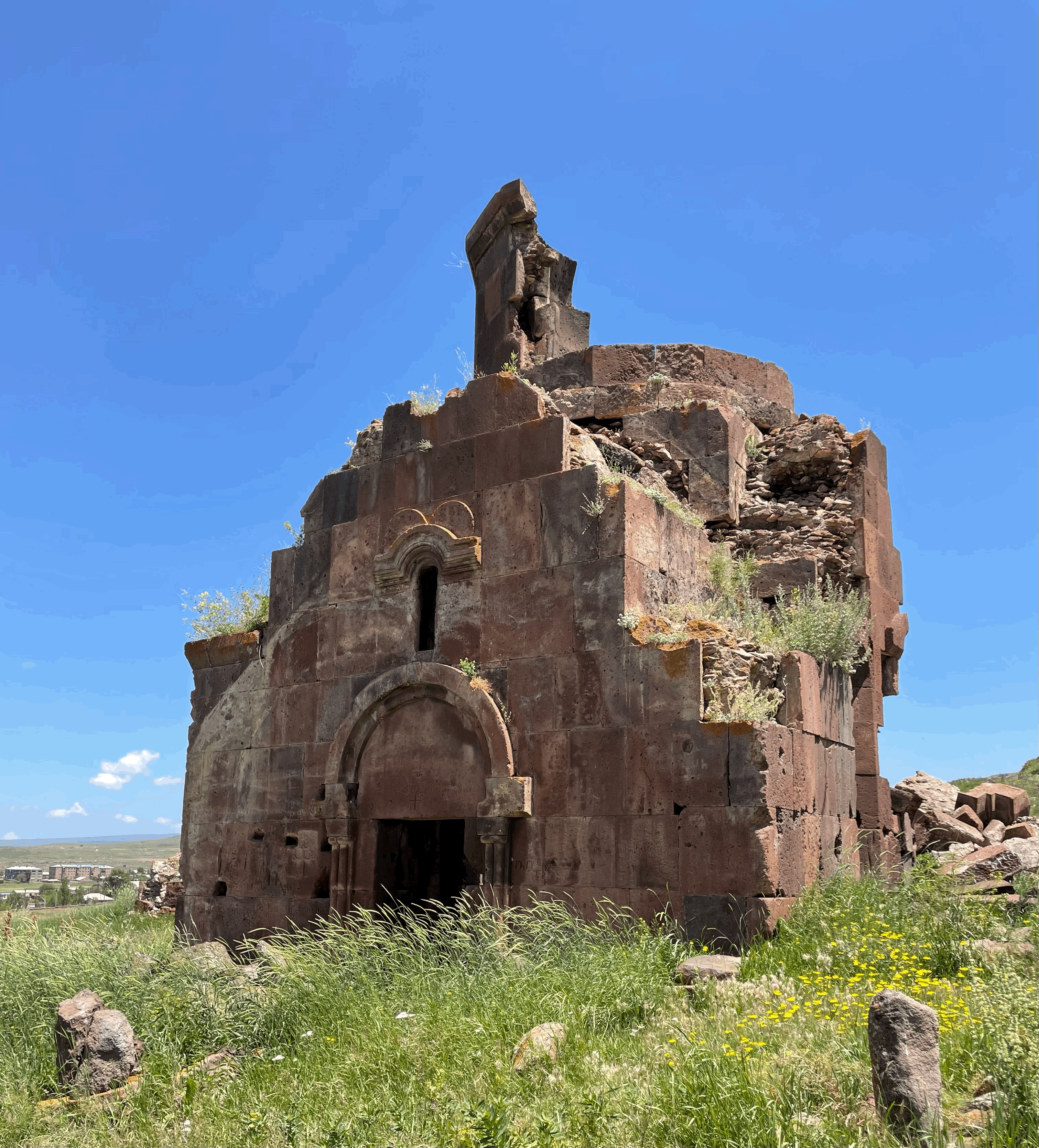
Останки монастыря Аракелоц
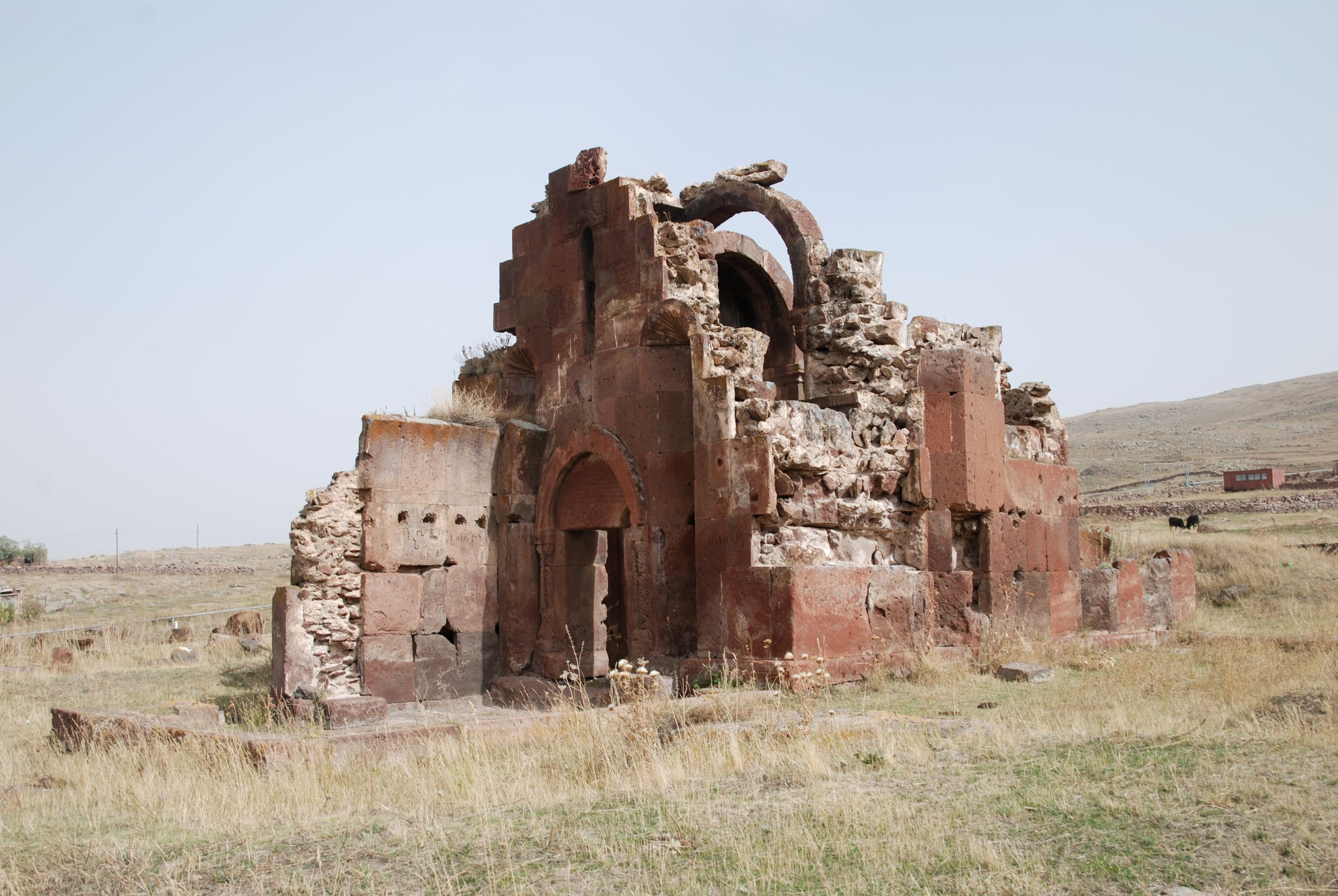
Останки монастыря Макараванк, XI в.
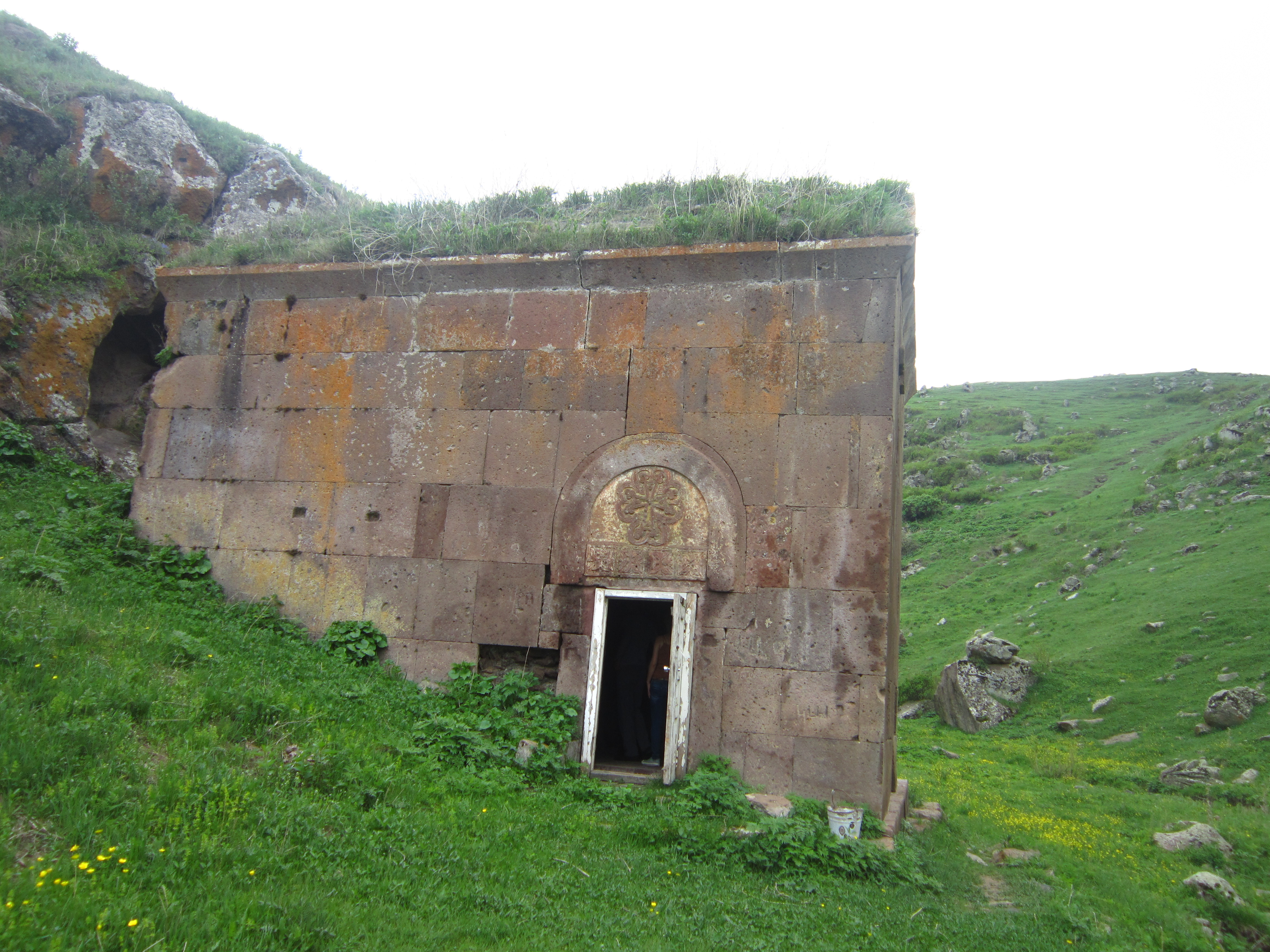
Монаствырь Присвятой Богородицы, XVII в.
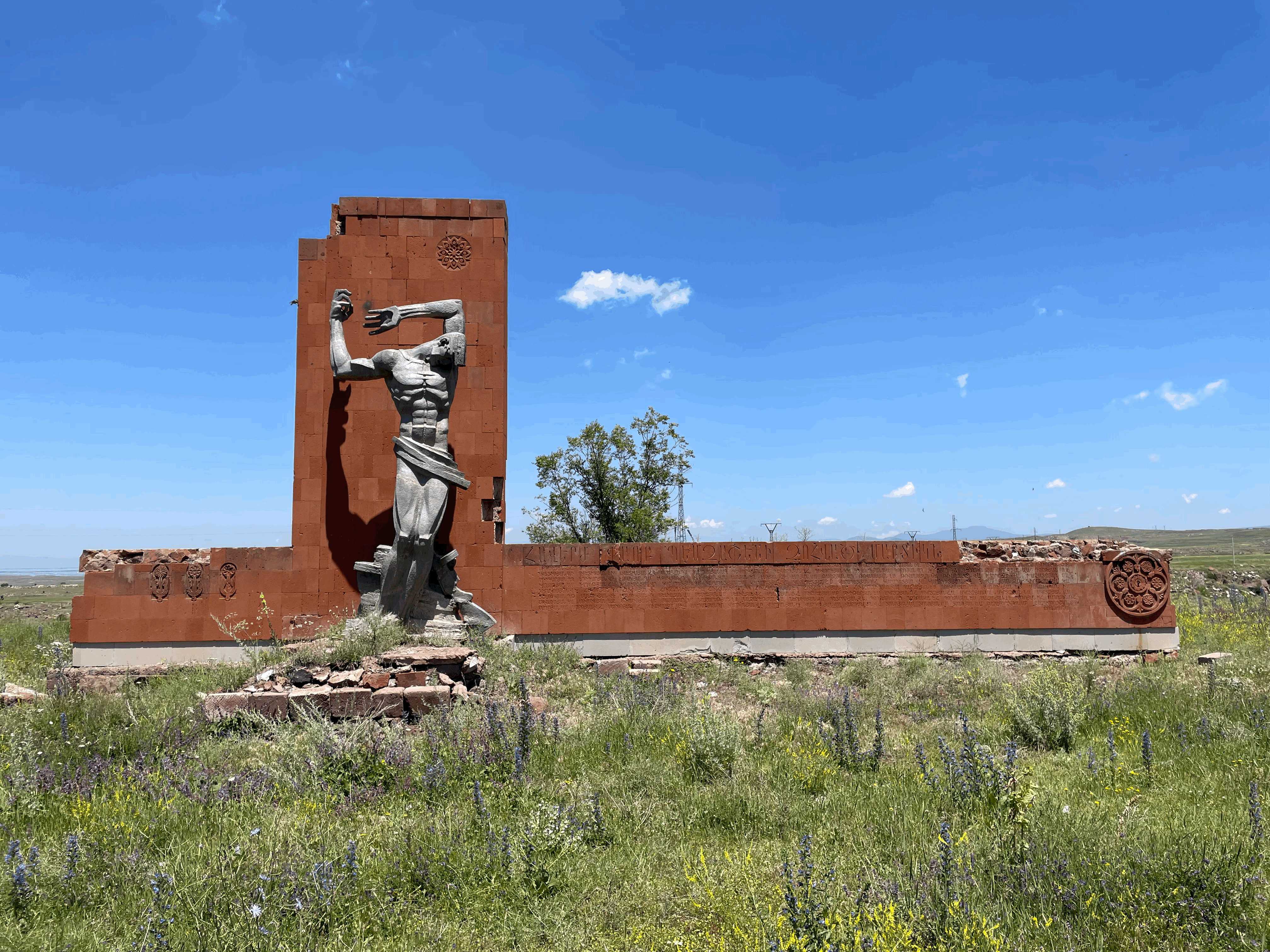
Памятник односельчанам, погибшим в Великой Отечественной войне